# Casearia tremula
Casearia tremula är en videväxtart som först beskrevs av August Heinrich Rudolf Grisebach, och fick sitt nu gällande namn av August Heinrich Rudolf Grisebach och John Wright. Casearia tremula ingår i släktet Casearia och familjen videväxter. Inga underarter finns listade i Catalogue of Life.